# Havsspindlar
Havsspindlar (Pycnogonida, även Pantopoda) är en klass i understammen palpkäkar.
Dessa djur har jämförelsevis långa ben, en kägellik sugsnabel, en kort och ledad bål och rudimentär abdomen. Dessutom är hannarna utrustade med ett övertaligt främre par av extremiteter vid vilket äggen fästes. Ifrån tarmkanalen utgår långa blindsäckar som sträcker sig in i benen. Särskilda andningsorgan saknas.
Arterna i denna klass lever uteslutande i havet. Havsspindlar hittas i regioner med tidvatten och upp till 7000 meter under havsytan. De flesta havsspindlar simmar inte utan kryper trögt omkring mellan alger och stenar, vanligen helt nära stranden. Flera arter finns även vid Sveriges västkust.
Födan utgörs av nässeldjur, mossdjur, blötdjur och sjöpungar. Larverna av flera arter lever som parasiter.